# Utting am Ammersee
Utting am Ammersee è un comune tedesco di 4 031 abitanti, situato nel land della Baviera.